# Eyb (famiglia)
La famiglia Eyb fu una famiglia nobile della Franconia e del patriziato di Norimberga.

## Storia

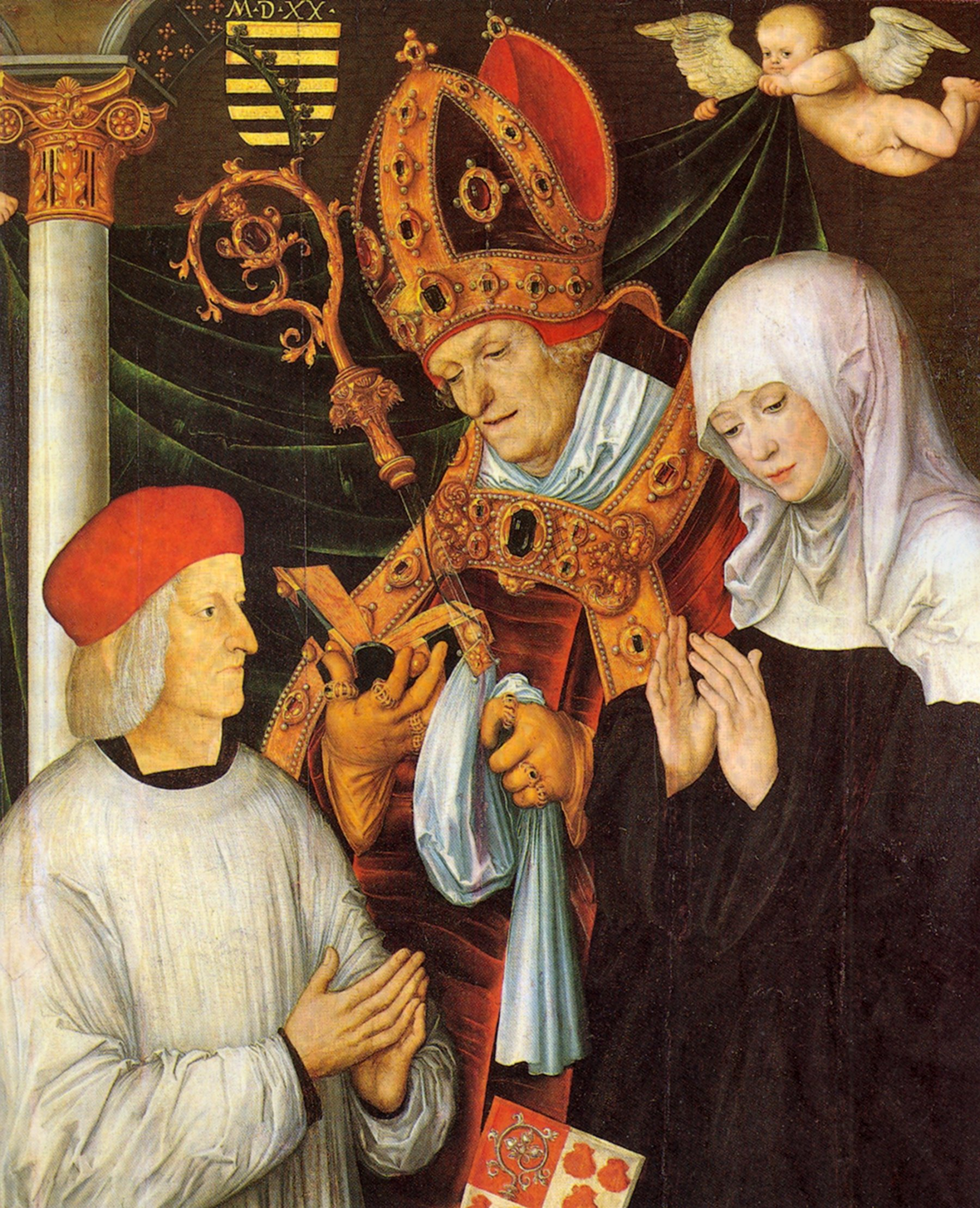
Gabriel von Eyb (1455–1535), principe vescovo di Eichstätt (in ginocchio), con San Villibaldo e Santa Valpurga, tavola di Lucas Cranach il Vecchio

La famiglia viene citata per la prima volta in un documento del 1165 con Tiederich de Iwe, il quale possedeva un feudo concessogli dal visconte di Norimberga (poi margravio di Brandeburgo), passato poi al servizio dei principi-vescovi di Eichstätt. I membri della famiglia acquisirono una notevole influenza nel corso dei secoli, ricoprendo anche alte posizioni in svariati campi, soprattutto quello religioso.
Ludwig von Eyb († 1438) accompagnò il margravio Federico di Brandeburgo nel 1415 al Concilio di Costanza. Albrecht von Eyb († 1475) fu canonico di Bamberga, Würzburg ed Eichstätt nonché un importante scrittore nel Quattrocento tedesco e uno dei primi umanisti in Germania. Fu autore tra le altre cose della raccolta poetica Margarita. Suo nipote, Ludwig von Eyb il Giovane (1450-1521) fu un funzionario, capo militare e scrittore; attorno al 1500 scrisse un'opera di stampo militare narrando la storia della vita di Wilwolt von Schaumberg. Gabriel von Eyb fu vescovo di Eichstätt dal 1494 al 1535 e Johann Martin von Eyb occupò la medesima posizione dal 1697 al 1704. Martin von Eyb fu eletto vescovo di Bamberga nel 1580 rimanendo in carica sino alla sua morte, avvenuta nel 1583. Altri membri della famiglia furono canonici ad Eichstätt.
Nel 1595 o nel 1597, Friedrich von Eyb acquistò per 47.000 fiorini il castello di Cronheim, struttura per la quale spendette notevoli somme di denaro al punto tale che si indebitò e dovette ipotecare l'intera struttura a suo cognato Geyer von Giebelstadt. La struttura venne infine venduta nel 1617 a Johann Philipp Fuchs von Bimmbach.
I membri della famiglia Eyb ebbero tra XVII e XVIII secolo il possesso parziale dei feudi di Dörzbach, Hobbach e Messbach e di altri feudi minori. Per lungo tempo fecero anche parte del patriziato della libera città imperiale di Norimberga.
Heinrich Ludwig von Eyb ricevette il titolo baronale dall'imperatore Leopoldo I del Sacro Romano Impero il 23 agosto 1694. Quando Norimberga venne annessa al regno di Baviera nel 1813, tutte le linee della famiglia erano ancora fiorenti e vennero inscritte nell'aristocrazia bavarese col titolo di baroni.

## Membri notabili
- Albrecht von Eyb (1420 - 1475), teologo, avvocato e scrittore umanista
- Ludwig von Eyb il Vecchio (1417 - 1502), consigliere nel Brandeburgo-Ansbach
- Ludwig von Eyb il Giovane (1450 - 1521), militare e scrittore
- Anselm von Eyb (1444 - 1477), funzionario e avvocato presso la camera imperiale
- Gabriel von Eyb (1455 - 1535), principe-vescovo di Eichstatt (1496-1535)
- Martin von Eyb († 1583), principe-vescovo di Bamberga (1580-83)
- Johann Martin von Eyb (1630 - 1704), principe-vescovo di Eichstatt (1697-1704)
- Arnulf von Eyb (n. 1955), membro del parlamento del Baden-Württemberg